# Schererville
Schererville è una città degli Stati Uniti d'America, situata nello Stato dell'Indiana e in particolare nella Contea di Lake. La comunità fa parte dell'area metropolitana di Chicago.